# Lijst van nummer 1-hits in Denemarken in 2000
De Deense hits die in 2000 op nummer 1 in de hitlijsten stonden werden bijgehouden door Nielsen Music Control. De hitlijsten werden gepubliceerd door het Amerikaanse magazine Billboard in de "Hits of the World" sectie. De nummer 1-hits in Denemarken van 2001 tot en met 2007 werden bijgehouden door Hitlisten, dat op zijn beurt weer werd vervangen door de Tracklisten Top 40.
| Datum        | Artiest          | Titel                          |
| ------------ | ---------------- | ------------------------------ |
| 1 januari    | Daniel           | Love Will Keep Us Together     |
| 8 januari    | Creamy           | Den Bedste Jul I 2000 År       |
| 15 januari   | Eiffel 65        | Move Your Body                 |
| 22 januari   | Eiffel 65        | Move Your Body                 |
| 29 januari   | Eiffel 65        | Move Your Body                 |
| 5 februari   | Aqua             | Cartoon Heroes                 |
| 12 februari  | Aqua             | Cartoon Heroes                 |
| 19 februari  | Aqua             | Cartoon Heroes                 |
| 26 februari  | Aqua             | Cartoon Heroes                 |
| 4 maart      | Aqua             | Cartoon Heroes                 |
| 11 maart     | DJ Aligator      | The Whistle Song               |
| 18 maart     | DJ Aligator      | The Whistle Song               |
| 25 maart     | DJ Aligator      | The Whistle Song               |
| 1 april      | DJ Aligator      | The Whistle Song               |
| 8 april      | DJ Aligator      | The Whistle Song               |
| 15 april     | DJ Aligator      | The Whistle Song               |
| 22 april     | DJ Aligator      | The Whistle Song               |
| 29 april     | DJ Aligator      | The Whistle Song               |
| 6 mei        | Britney Spears   | Oops!... I Did It Again        |
| 13 mei       | Britney Spears   | Oops!... I Did It Again        |
| 20 mei       | Britney Spears   | Oops!... I Did It Again        |
| 27 mei       | Olsen Brothers   | Fly on the Wings of Love       |
| 3 juni       | Olsen Brothers   | Fly on the Wings of Love       |
| 10 juni      | Olsen Brothers   | Fly on the Wings of Love       |
| 17 juni      | Olsen Brothers   | Fly on the Wings of Love       |
| 24 juni      | DJ Aligator      | Lollipop                       |
| 1 juli       | DJ Aligator      | Lollipop                       |
| 8 juli       | DJ Aligator      | Lollipop                       |
| 15 juli      | DJ Aligator      | Lollipop                       |
| 22 juli      | DJ Aligator      | Lollipop                       |
| 29 juli      | Olsen Brothers   | Fly on the Wings of Love       |
| 5 augustus   | DJ Aligator      | Lollipop                       |
| 12 augustus  | Ronan Keating    | Life is a Rollercoaster        |
| 19 augustus  | Melanie Chisholm | I Turn to You                  |
| 26 augustus  | Rollo & King     | Ved du hvad hun sagde?         |
| 2 september  | Rollo & King     | Ved du hvad hun sagde?         |
| 9 september  | Rollo & King     | Ved du hvad hun sagde?         |
| 16 september | Rollo & King     | Ved du hvad hun sagde?         |
| 23 september | Rollo & King     | Ved du hvad hun sagde?         |
| 30 september | Rollo & King     | Ved du hvad hun sagde?         |
| 7 oktober    | Rollo & King     | Ved du hvad hun sagde?         |
| 14 oktober   | Rollo & King     | Ved du hvad hun sagde?         |
| 21 oktober   | Rollo & King     | Ved du hvad hun sagde?         |
| 28 oktober   | Rollo & King     | Ved du hvad hun sagde?         |
| 4 november   | Tubby Gold       | My Golden Danish Collection    |
| 11 november  | Safri Duo        | Played-A-Live (The Bongo Song) |
| 18 november  | Safri Duo        | Played-A-Live (The Bongo Song) |
| 25 november  | Safri Duo        | Played-A-Live (The Bongo Song) |
| 2 december   | Sort Sol         | Nights in White Satin          |
| 9 december   | Mark Linn        | You You You                    |
| 16 december  | Mark Linn        | You You You                    |
| 23 december  | Mark Linn        | You You You                    |
| 30 december  | Mark Linn        | You You You                    |